# Myx
Myx (uit te spreken als Mix) was een Nederlands striptijdschrift, uitgegeven door stripwinkel/Uitgeverij Silvester en later Edollandia. Hierin publiceerden onder andere Lectrr, Floor de Goede, Marc van der Holst, Marq van Broekhoven en Henk Kuijpers hun werk. Daarnaast werden veel verhalen die de uitgeverij zelf uitgaf, voorgepubliceerd.
Het blad werd opgericht om het gat in de markt te dichten dat na het verdwijnen van stripblad Sjosji ontstaan was. Veel van de strips uit de Sjosji verschenen ook in de Myx. Het blad kende een bescheiden succes, maar kwam half 2005 in de problemen met deadlines naar aanleiding van het geplande Star Wars-nummer. Vanaf dat moment kreeg het tijdschrift op verschillende internetfora regelmatig zware kritiek te verduren door de onregelmatige verschijning.
Half 2006 besloot uitgever Silvio van der Loo uiteindelijk wegens een teruglopend abonneebestand en het niet aankunnen van deadlines dat hij niet verder zou gaan met het uitgeven van dit blad. Vanaf nummer 4 van 2006 geeft uitgever Edollandia het blad uit. Edollandia lanceerde eerder dat jaar, rond de Stripdagen Haarlem al het tijdschrift Sfeerie. In 2008 werd het laatste nummer uitgegeven en is het blad gestopt. 

## Bron
1. ↑  Lambiek.net - Stripgeschiedenis 2000-10 Tijdschriften